# Tsjkalovskaja (metrostation Nizjni Novgorod)
Tsjkalovskaja (Russisch: Чкаловская) is een station van de metro van Nizjni Novgorod. Het station maakt deel uit van Avtozavodskaja-lijn en werd geopend op 20 november 1985, tegelijk met het eerste metrotracé in de stad. Het metrostation bevindt zich in het stadsdeel Kanavinski, onder de Oelitsa Oktjabrskoj Revoljoetsii (Oktoberrevolutiestraat) en nabij het 1 meipark . Station Tsjkalovskaja is genoemd naar de Sovjet-piloot Valeri Tsjkalov, die in de buurt van Nizjni Novgorod werd geboren en naar wie ook een straat in de omgeving van het station is genoemd.
Het station is ondiep gelegen en beschikt over een gewelfde perronhal. Het blauwverlichte plafond van het station moet associaties oproepen met de lucht. Boven een van de toegangen tot het station is een compositie in aluminium aangebracht die de vluchten van Tsjkalov uitbeeldt.